# حدیقه سلطانی
ح‍دی‍ق‍ه س‍ل‍طان‍ی: اح‍وال و آث‍ار ش‍اع‍ران ب‍رج‍س‍ت‍ه ک‍رد و ک‍ردی‌س‍رای‍ان کرماشان از ع‍ه‍د ت‍ی‍م‍وری ت‍ا ع‍ص‍ر ح‍اض‍ر کتابی‌است که توسط محمدعلی سلطانی به رسم تذکره‌های کلاسیک شاعران قدیم، در رابطه با زندگی و آثار شاعران برجستهٔ حوزهٔ کرمانشاه فرهنگی مشتمل بر جغرافیای کنونی استان‌های کرمانشاه، ایلام، شمال استان لرستان، غرب استان همدان و جنوب شرق استان کردستان، در بازهٔ زمانی امپراتوری تیموری تا عصر حاضر نوشته شده‌است.
نخستین جلد مجموعه در سال ۱۳۶۴ از سوی انتشارات کلهر در شهر کرمانشاه به چاپ رسید و نهایتاً با چاپ مجلدات چهارم تا ششم در سال ۱۳۸۶ توسط م‍وس‍س‍ه ف‍ره‍ن‍گ‍ی ن‍ش‍ر س‍ه‍ا در تهران، به پایان رسید. متن کتاب به خط نستعلیق خطاطی شده که جلد اول توسط سید محمدطاهر هاشمی و مجلدات بعدی توسط فریبا مقصودی نوشته شده‌است. زندگی‌نامه‌های همهٔ شاعران به زبان فارسی نوشته‌شده‌اند. از هر شاعر نمونه اشعاری ذکر شده‌است که عمدهٔ آن به زبان کردی و معدودی نیز به زبان فارسی است. در مجموع مجلدات این کتاب، از ۱۷۸ شاعر نام برده شده که دیوان اشعار بیشتر آن‌ها تاکنون به چاپ نرسیده‌است.
حدیقهٔ سلطانی نخستین کتاب در زمینهٔ تاریخ ادبیات کردی جنوبی و منطقهٔ جنوب کردستان است و محمدعلی سلطانی برای نگارش آن اقدام به ضبط روایت‌های شفاهی و روایی اشعار برخی از شاعران کرده یا با جمع‌آوری و تصحیح نسخه‌های خطی و معدود کتاب‌های چاپی در این حوزه تصویری کلی از تاریخ ادبیات در حوزهٔ تمدنی کرمانشاه فرهنگی به دست داده‌است.
سلطانی علاوه بر مجموعهٔ حدیقهٔ سلطانی، مجموعه جغرافیای تاریخی و تاریخ مفصل کرمانشاهان و کتاب دو جلدی احزاب سیاسی و انجمن‌های سری در کرمانشاه را نیز که روی‌هم‌رفته مشتمل بر ۲۰ مجلد است، تألیف کرده‌است. او این سه مجموعه‌کتاب را دانشنامهٔ کرمانشاهان نام‌گذاری کرده و از آن به عنوان نخستین دائرةالمعارف منطقه‌ای در ایران یاد می‌کند.

## فهرست مجلدات
| شماره مجلد | عنوان مجلد         | مکان چاپ | انتشارات        | نوبت چاپ | سال انتشار |
| ---------- | ------------------ | -------- | --------------- | -------- | ---------- |
| ۱          | ح‍دی‍ق‍ه س‍ل‍طان‍ی (جلد اول)   | باختران  | کلهر            | اول      | ۱۳۶۴       |
| ۲          | ح‍دی‍ق‍ه س‍ل‍طان‍ی (جلد دوم)   | ارومیه   | صلاح‌الدین ایوبی | دوم      | ۱۳۶۹       |
| ۳          | ح‍دی‍ق‍ه س‍ل‍طان‍ی (جلد سوم)   | تهران    | سها             | دوم      | ۱۳۷۹       |
| ۴          | ح‍دی‍ق‍ه س‍ل‍طان‍ی (جلد چهارم) | تهران    | سها             | اول      | ۱۳۸۶       |
| ۵          | ح‍دی‍ق‍ه س‍ل‍طان‍ی (جلد پنجم)  | تهران    | سها             | اول      | ۱۳۸۶       |
| ۶          | ح‍دی‍ق‍ه س‍ل‍طان‍ی (جلد ششم)   | تهران    | سها             | اول      | ۱۳۸۶       |